# Scott Niedermayer
Scott Robert Niedermayer (* 31. August 1973 in Edmonton, Alberta) ist ein ehemaliger kanadischer Eishockeyspieler und derzeitiger -trainer, der während seiner aktiven Karriere zwischen 1992 und 2010 unter anderem 1465 Spiele für die New Jersey Devils und Anaheim Ducks in der National Hockey League auf der Position des Verteidigers bestritten hat. Niedermayer gehörte in dieser Zeit zu den erfolgreichsten Spielern überhaupt und wurde 2004 in den Triple Gold Club aufgenommen. 2013 wurde er mit der Aufnahme in die Hockey Hall of Fame geehrt; zudem ist er seit 2015 Mitglied der IIHF Hall of Fame.
Scott Niedermayer galt als einer der besten Verteidiger der NHL, besonders aufgrund seiner Allroundfähigkeiten und seiner Schnelligkeit. Er ist der einzige Spieler der Eishockeygeschichte, der den Stanley Cup, eine olympische Goldmedaille, die Weltmeisterschaft, den World Cup of Hockey, den Memorial Cup und die Junioren-Weltmeisterschaft gewonnen hat. Sein jüngerer Bruder Rob Niedermayer und sein Cousin Jason Strudwick waren ebenfalls professionelle Eishockeyspieler. Mit seinem Bruder spielte er zwischen 2005 und 2009 zusammen in einer Mannschaft bei den Anaheim Ducks.

## Karriere

### Aufstieg zum Topverteidiger bei den New Jersey Devils
Scott Niedermayer begann seine Karriere 1989 in der Western Hockey League bei den Kamloops Blazers, wo er einer der herausragenden Verteidiger war, da er in seinen 156 Spielen 190 Punkte erzielte. Im NHL Entry Draft 1991 wurde er von den New Jersey Devils in der ersten Runde an Position drei ausgewählt. In der Saison 1991/92 absolvierte er seine ersten vier Spiele in der National Hockey League für die Devils, ehe er im Herbst 1992 fester Bestandteil der Mannschaft wurde.

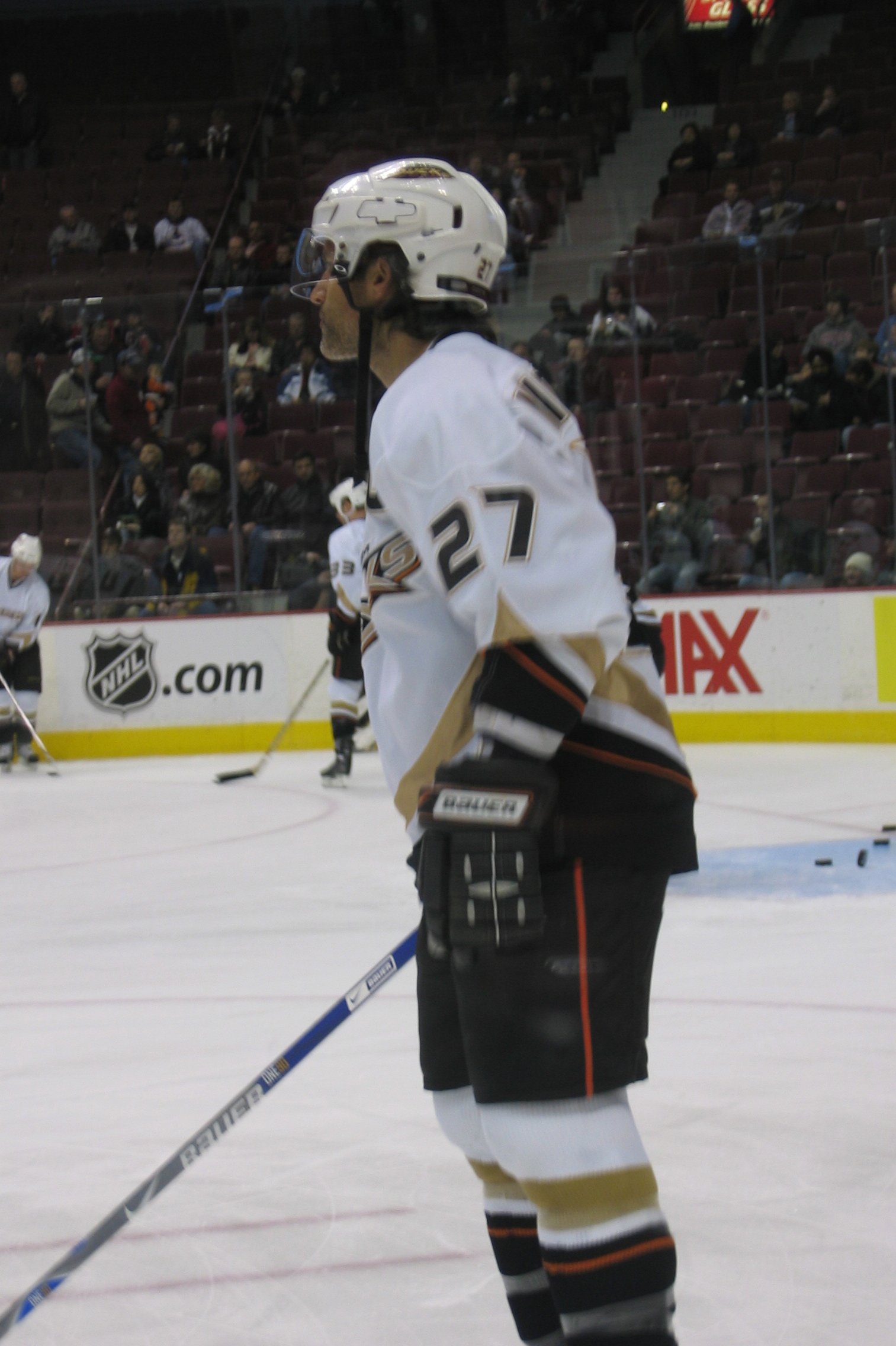
Scott Niedermayer im Trikot der Anaheim Ducks

1993 wurde er ins NHL All-Rookie Team gewählt und 1995 feierte er mit den New Jersey Devils den ersten Stanley-Cup-Triumph. Die Saison 1996/97 sollte Niedermayers punktbeste Saison bei den Devils werden, insgesamt erzielte er 57 Scorerpunkte und war somit trotz des eher defensivgeprägten Spielsystems der Mannschaft der zweitbeste Offensivverteidiger der Liga. Auf der Grundlage seiner Leistungen forderte der Kanadier einen besser dotierten Vertrag, konnte sich jedoch zunächst nicht mit dem Verein einigen, sodass er den Beginn der NHL-Saison 1998/99 verpasste und stattdessen für die Utah Grizzlies in der International Hockey League auf dem Eis stand. Letztlich einigte sich Niedermayer mit den Devils auf einen mehrjährigen Kontrakt, dessen Details nicht öffentlich gemacht wurden.
Am Ende der Saison 1999/2000 geriet der Defensivspieler in eine Auseinandersetzung mit Peter Worrell von den Florida Panthers, in dem Niedermayer sich mit einem Stockschlag gegen den Kopf von Worrell für einen vorangegangenen Elbogencheck des selbigen revanchierte. Worrell erlitt eine Gehirnerschütterung und Niedermayer wurde seitens der Liga für insgesamt zehn Spiele gesperrt. In den Play-offs gelang den Devils erneut das Vordringen ins Finale, wo man sich in der Serie gegen die Dallas Stars den zweiten Stanley Cup sicherte.
Nachdem sein Vertrag anschließend ausgelaufen war, gab es erneut Differenzen bei der Übereinkunft mit den Devils einen neuen Kontrakt betreffend, wodurch Niedermayer abermals den Saisonstart verpasste. Schlussendlich kam man überein, einen Vierjahresvertrag mit einem Durchschnittsgehalt von 4 Millionen Dollar abzuschließen. In der Spielzeit 2000/01 markierte der Linksschütze in 57 Spielen insgesamt 35 Scorerpunkte und nahm ein weiteres Mal am All-Star Game 2001 teil. In den Play-offs war er erneut in einen Zwischenfall involviert, als er in einem Spiel der Viertelfinal-Serie gegen die Toronto Maple Leafs durch einen Elbogencheck seines Gegenspielers Tie Domi das Bewusstsein verlor. Niedermayer unterstellte Domi daraufhin Absicht bei dieser Aktion, da dieser ihm zuvor aufgrund eines vorausgegangenen Checks mit einer Revancheaktion gedroht hatte. Domi entschuldigte sich für den Vorfall und wurde anschließend von der Liga für den Rest der Play-offs gesperrt. Niedermayer hingegen erreichte später mit den Devils erneut das Stanley Cup Finale, wo man jedoch den Colorado Avalanche unterlag.
Im Jahr 2002 nahm Niedermayer an den Olympischen Winterspielen in Salt Lake City teil und gewann mit dem kanadischen Nationalteam die Goldmedaille.
In der Saison 2002/03 gelang den Devils erneut der Einzug in das Finale der Stanley-Cup-Playoffs, wo Niedermayer auf seinen Bruder Rob traf, der zu diesem Zeitpunkt beim Gegner Mighty Ducks of Anaheim im Team stand. Die Devils entschieden das Finale für sich, wobei Niedermayer mit zwei Vorlagen beim 3:0-Sieg im entscheidenden Spiel 7 maßgeblich am dritten Stanley-Cup-Sieg in der Geschichte der New Jersey Devils beteiligt war. In der darauffolgenden Saison bestätigte der Kanadier seinen Aufstieg zu einem der Topverteidiger der Liga, so bekam er auch bedingt durch Verletzungen einiger Mitspieler teilweise 30 Minuten Eiszeit pro Spiel und durfte seine Mannschaft zwischenzeitlich als Kapitän auf das Eis führen. Darüber hinaus bestätigte Niedermayer seine guten Statistiken und erreichte zum zweiten Mal in seiner Karriere mehr als 50 Scorerpunkte, was ihn zum zweitbesten Offensivverteidiger der Liga machte. Folgerichtig wurde er mit der James Norris Memorial Trophy als bester Verteidiger der NHL ausgezeichnet.

### Wechsel zu den Anaheim Ducks
Im Sommer 2005 bekam Niedermayer den Status eines Free Agent, wodurch er bereits am ersten Verhandlungstag für neue Verträge insgesamt 14 verschiedene Angebote aus der Liga erhielt. Auch die Devils boten ihm einen neuen Kontrakt, der auf fünf Jahre und ein durch den Salary Cup festgelegtes Maximalgehalt von 7,8 Millionen Dollar pro Saison angelegt war. Er entschied sich jedoch trotz geringerem Verdienst und kürzerer Vertragslaufzeit für ein Angebot der Mighty Ducks of Anaheim, um sich den Traum eines Stanley-Cup-Sieges gemeinsam mit seinem Bruder Rob in einer Mannschaft zu erfüllen. Bei den Ducks wurde Niedermayer unmittelbar zum neuen Mannschaftskapitän ernannt und bildete zusammen mit Chris Pronger in der Saison 2006/07 eines der besten Defensivpärchen der Liga, sodass beide für Norris Trophy nominiert wurden, die letztlich jedoch an Nicklas Lidström ging. Im November 2006 bestritt Niedermayer gegen die Edmonton Oilers sein 1000. NHL-Spiel.
In der Saison 2006/07 verbesserte er seine persönliche Rekorde in Toren, Assists und Punkten und war punktbester Verteidiger der NHL mit 69 Punkten. In den Playoffs zog er mit den Ducks bis ins Stanley-Cup-Finale ein. Die Ducks besiegten die Ottawa Senators, und Niedermayer gewann zum vierten Mal in seiner Karriere den Stanley Cup. Dazu wurde er als wertvollster Spieler (MVP) der Playoffs mit der Conn Smythe Trophy ausgezeichnet und für die James Norris Memorial Trophy als bester Verteidiger nominiert. Kurz nach dem letzten Finalspiel erklärte Niedermayer, dessen Vertrag noch zwei Jahre lief, dass er seinen Rückzug vom aktiven Eishockeysport erwäge, konnte aber noch keine endgültige Entscheidung treffen. Knapp drei Monate später am 6. September 2007 teilte Niedermayer auf einer Pressekonferenz mit, dass er weiterhin noch keine Entscheidung getroffen hat, zudem nicht am Trainingscamp der Anaheim Ducks teilnehmen wird und zu Saisonbeginn noch nicht im Kader der Ducks steht.

### Karriereende und Tätigkeit als Trainer
Im Dezember 2007 erklärte Niedermayer schließlich, dass er seine Karriere fortsetzen werde und kehrte in die Mannschaft zurück. Nach Abschluss der Saison 2009/10 beendete er seine Laufbahn als Spieler. Am 16. Dezember 2011 sperrten die New Jersey Devils offiziell seine Trikotnummer 27, die seither teamintern an keinen Spieler vergeben wird. Dies taten ihnen die Anaheim Ducks am 17. Februar 2019 gleich, sodass der Kanadier zu einem Kreis von nur neun Spielern gehört, deren Trikotnummer von mehr als einem Team gesperrt wurde.
Nach Beendigung des NHL-Lockouts in der Saison 2012/13 wurde er im Januar 2013 zum Assistenztrainer der Anaheim Ducks ernannt und war in dieser Funktion knapp zweieinhalb Jahre tätig, ehe er zu Beginn der Saison 2015/16 innerhalb der Organisation der Ducks die Position wechselte und fortan für besondere Spielerentwicklung (special development coach) verantwortlich ist. Bereits von 1998 an besaß Niedermayer Anteile am Franchise der Kootenay Ice aus der Western Hockey League und war damit Mitbesitzer des Teams. Diese verkaufte er im Jahr 2016.

## Erfolge und Auszeichnungen
| - 1990 President’s-Cup-Gewinn mit den Kamloops Blazers - 1991 WHL Scholastic Player of the Year - 1991 WHL West First All-Star Team - 1991 CHL Scholastic Player of the Year - 1992 President’s-Cup-Gewinn mit den Kamloops Blazers - 1992 WHL West First All-Star Team - 1992 CHL First All-Star Team - 1992 Memorial-Cup-Gewinn mit den Kamloops Blazers - 1992 Stafford Smythe Memorial Trophy - 1992 Memorial Cup All-Star-Team - 1993 NHL All-Rookie Team - 1995 Stanley-Cup-Gewinn mit den New Jersey Devils - 1998 Teilnahme am NHL All-Star Game - 1998 NHL Second All-Star Team - 2000 Stanley-Cup-Gewinn mit den New Jersey Devils - 2001 Teilnahme am NHL All-Star Game - 2003 Stanley-Cup-Gewinn mit den New Jersey Devils | - 2004 Teilnahme am NHL All-Star Game - 2004 James Norris Memorial Trophy - 2004 NHL First All-Star Team - 2006 NHL First All-Star Team - 2006 Mark Messier Leadership Award des Monats Dezember - 2007 Teilnahme am NHL All-Star Game (verletzungsbedingte Absage) - 2007 Stanley-Cup-Gewinn mit den Anaheim Ducks - 2007 Conn Smythe Trophy - 2007 NHL First All-Star Team - 2008 Teilnahme am NHL All-Star Game - 2009 Teilnahme am NHL All-Star Game - 2011 Sperrung der Trikotnummer 27 durch die New Jersey Devils - 2012 Aufnahme in die Hall of Fame des kanadischen Sports - 2013 Aufnahme in die Hockey Hall of Fame - 2015 Aufnahme in die IIHF Hall of Fame - 2019 Sperrung der Trikotnummer 27 durch die Anaheim Ducks |

### International
| - 1991 Goldmedaille bei der Junioren-Weltmeisterschaft - 1992 All-Star-Team der Junioren-Weltmeisterschaft - 1996 Zweiter Platz beim World Cup of Hockey - 2002 Goldmedaille bei den Olympischen Winterspielen | - 2004 Goldmedaille bei der Weltmeisterschaft - 2004 Aufnahme in den Triple Gold Club - 2004 Goldmedaille beim World Cup of Hockey - 2010 Goldmedaille bei den Olympischen Winterspielen |

## Karrierestatistik

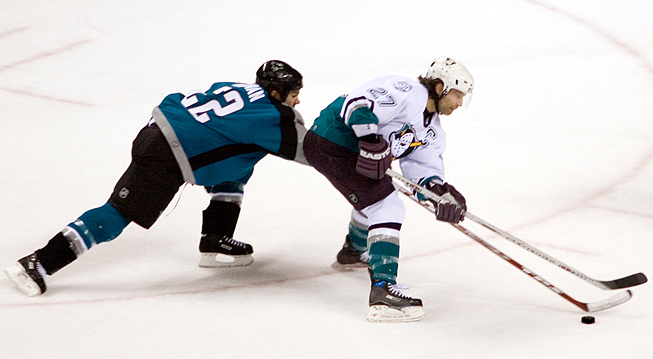
Niedermayer (rechts) im Zweikampf mit Scott Hannan

### International
Vertrat Kanada bei:
| - Junioren-Weltmeisterschaft 1991 - Junioren-Weltmeisterschaft 1992 - World Cup of Hockey 1996 - Olympischen Winterspielen 2002 | - Weltmeisterschaft 2004 - World Cup of Hockey 2004 - Olympischen Winterspielen 2010 |

(Legende zur Spielerstatistik: Sp oder GP = absolvierte Spiele; T oder G = erzielte Tore; V oder A = erzielte Assists; Pkt oder Pts = erzielte Scorerpunkte; SM oder PIM = erhaltene Strafminuten; +/− = Plus/Minus-Bilanz; PP = erzielte Überzahltore; SH = erzielte Unterzahltore; GW = erzielte Siegtore; 1 Play-downs/Relegation; Kursiv: Statistik nicht vollständig)